# San Holo

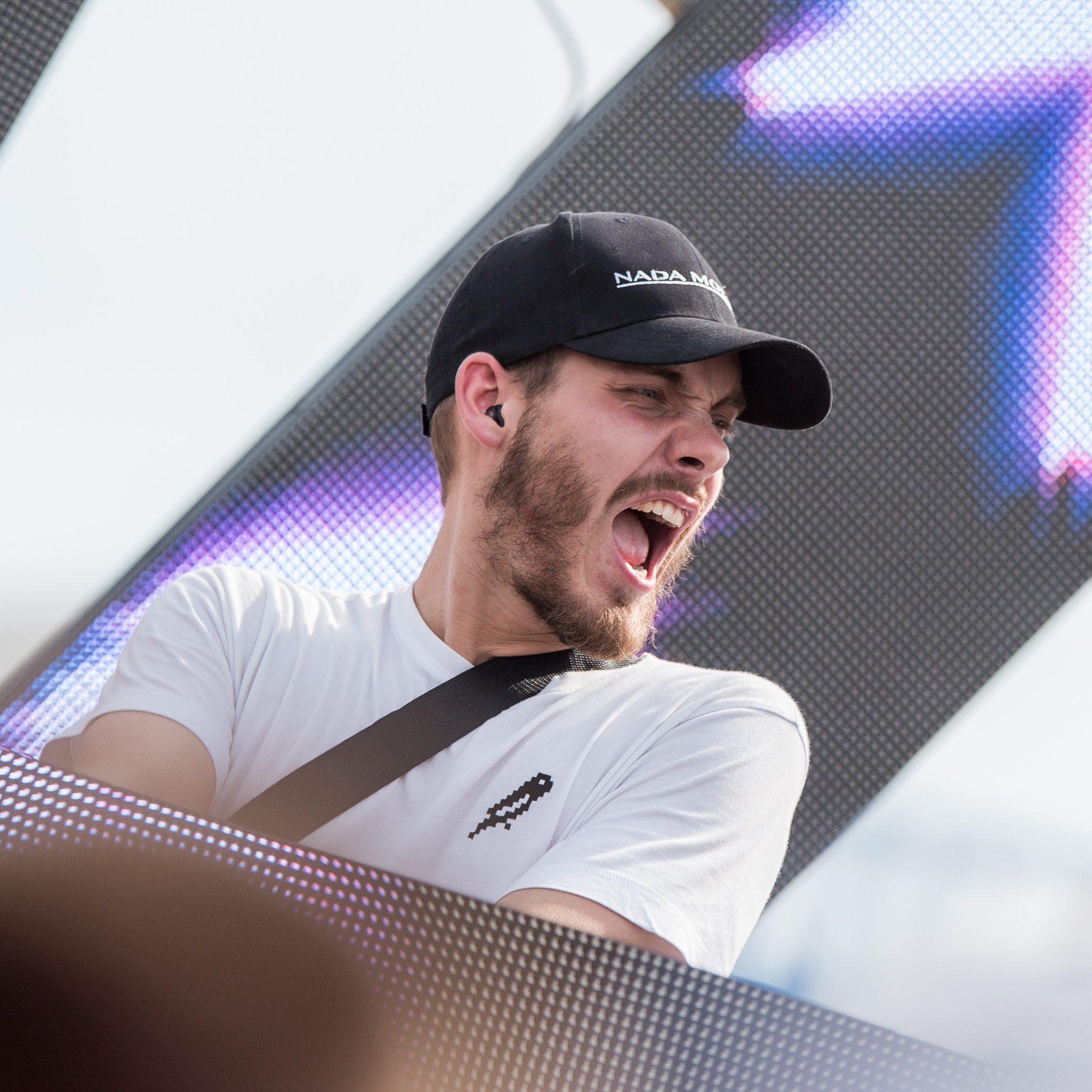
San Holo beim Open Beatz 2016

San Holo (* 26. November 1990 in Zoetermeer, bürgerlich Sander van Dijck) ist ein niederländischer DJ, Komponist und Musikproduzent. Erste Erfolge feierte er mit einem Remix von Dr. Dres The Next Episode, der 261 Millionen Aufrufe auf YouTube hat (Stand Januar 2023).

## Biografie
Van Dijck schloss sein Studium in Musikproduktion am Rotterdams Conservatorium 2012 ab.
Ab 2013 veröffentlichte er seine Musik unter dem Pseudonym San Holo und erregte erste Aufmerksamkeit, als er von Heroic Recordings unter Vertrag gestellt wurde. Seine erste EP, Cosmos, wurde am 18. September 2014 veröffentlicht und erreichte die Top 100 der Elektronik-Charts bei iTunes.
Seit September 2014 befindet er sich in einer rechtlichen Auseinandersetzung mit Walt Disney Pictures. Ihm wird vorgeworfen, sein Künstlername San Holo ähnele zu sehr dem des Han Solo aus „Star Wars“.

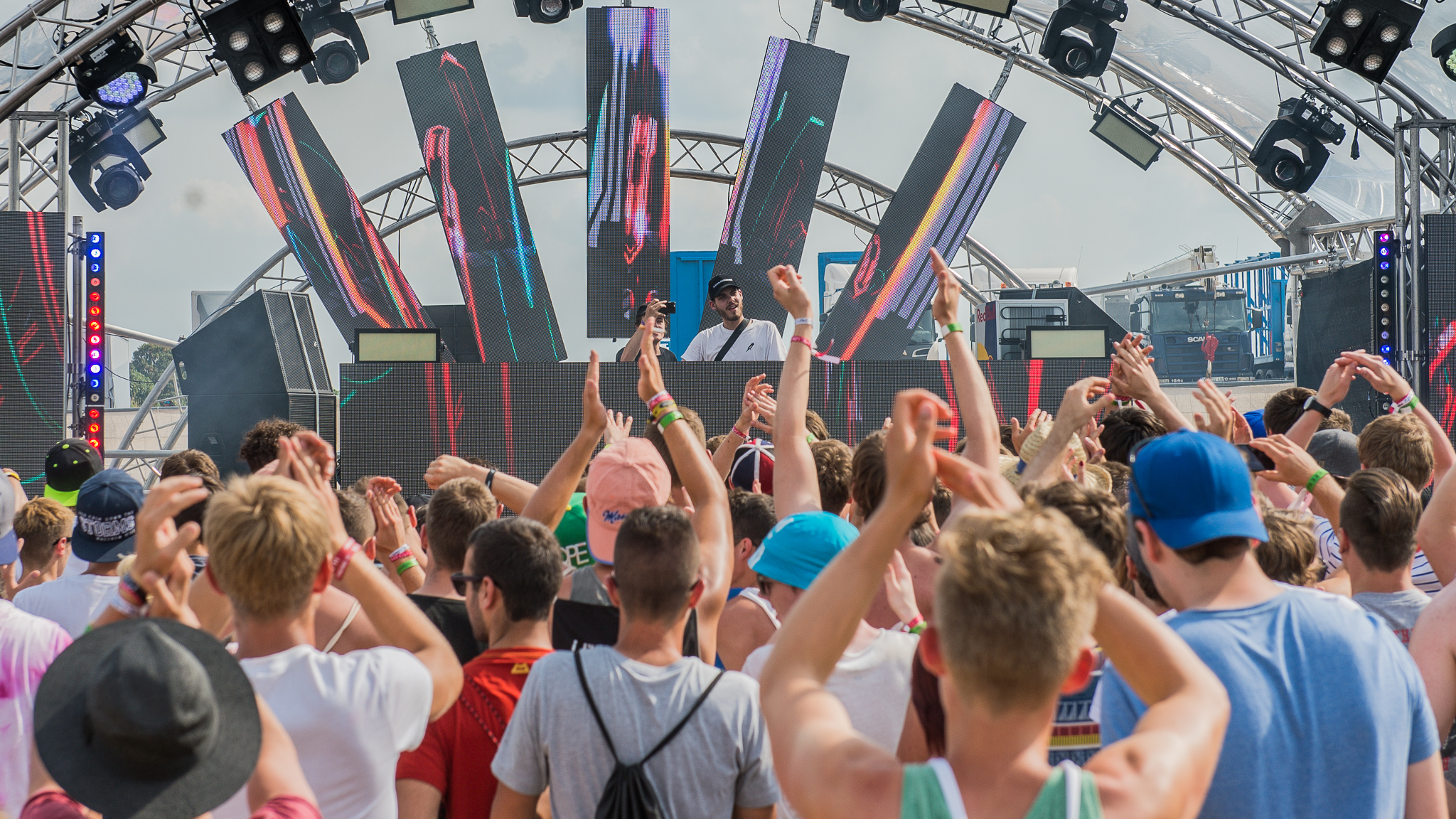
San Holo beim Open Beatz 2016

Er veröffentlichte diverse Singles und Remixe bei Spinnin’ Records, Monstercat, OWSLA und in seinem eigenen Label Bitbird.
Am 20. September 2018 erschien sein erstes Album mit dem Titel album1.

## Diskografie

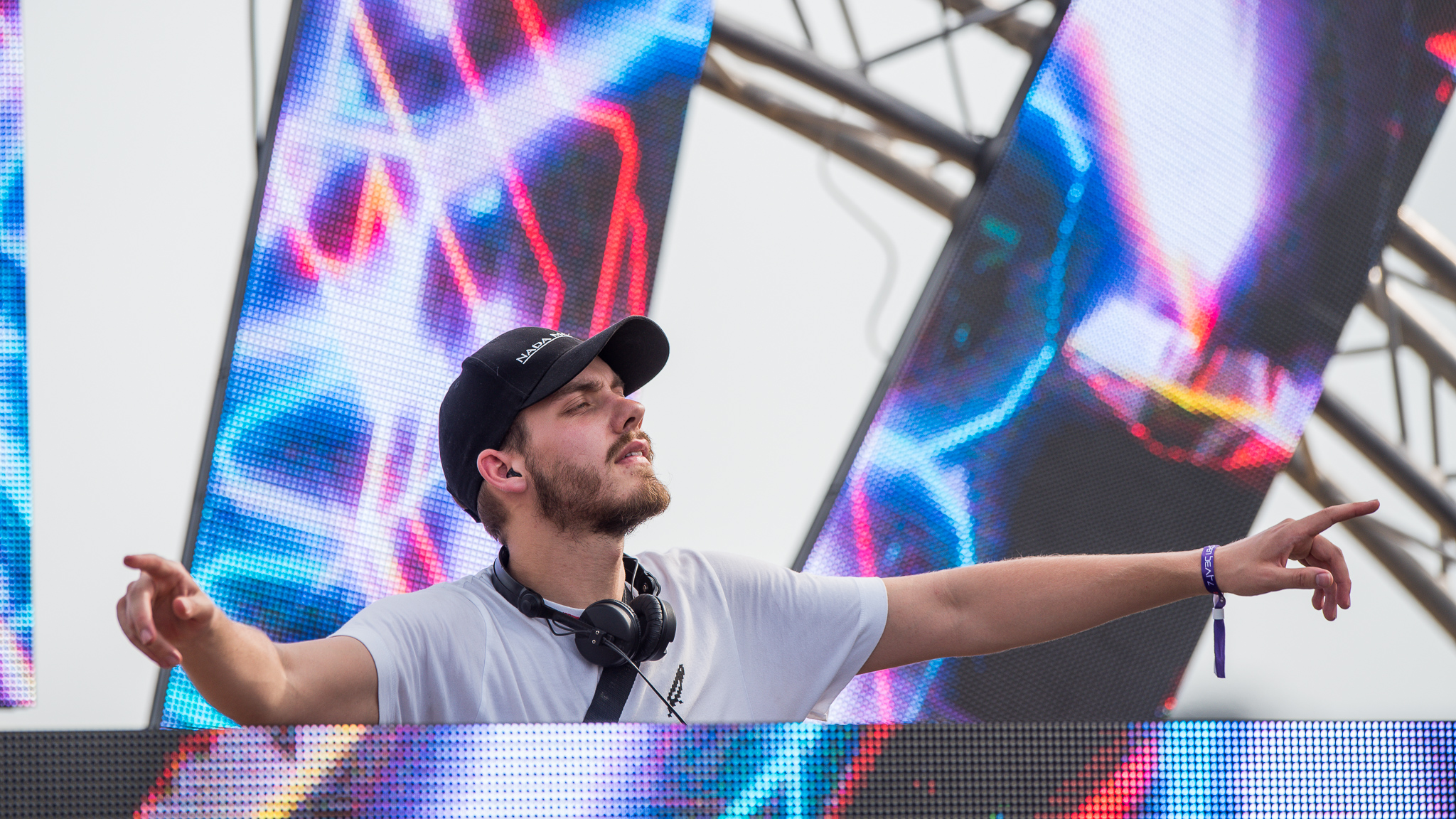
San Holo beim Open Beatz 2016

Studioalben

| Jahr | Titel    | Höchstplatzierung, Gesamtwochen, AuszeichnungChartplatzierungen (Jahr, Titel, Platzierungen, Wochen, Auszeichnungen, Anmerkungen) | Höchstplatzierung, Gesamtwochen, AuszeichnungChartplatzierungen (Jahr, Titel, Platzierungen, Wochen, Auszeichnungen, Anmerkungen) | Anmerkungen                              |
| Jahr | Titel    | NL | Dance | Anmerkungen                              |
| ---- | -------- | --- | --- | ---------------------------------------- |
| 2018 | album1   | NL80 (1 Wo.)NL | Dance7 (2 Wo.)Dance | Erstveröffentlichung: 21. September 2018 |
| 2021 | BB U Ok? | — | Dance3 (1 Wo.)Dance | Erstveröffentlichung: 4. Juni 2021       |